# Park links der Weser
Der Park links der Weser ist die größte Parkanlage Bremens.

## Lage und Größe
Der Park links der Weser liegt im Stadtteil Bremen-Huchting zwischen den Ortsteilen Kirchhuchting und Grolland sowie der Gemeinde Stuhr, ca. 4 Kilometer westlich des Bremer Zentrums auf der linken Weserseite. Der Park wird durchschnitten von der Bundesstraße 75 und der daneben verlaufenden Straßenbahnlinie. Nördlich wird er tangiert von der Bahnstrecke Oldenburg–Bremen und findet danach seine Ergänzung in einem Naturschutzgebiet.
Der Landschaftspark zum Erhalt des offenen Grünland-Gebietes in der Ochtumniederung ist etwa 239 Hektar groß.

## Geschichte

### Gründung

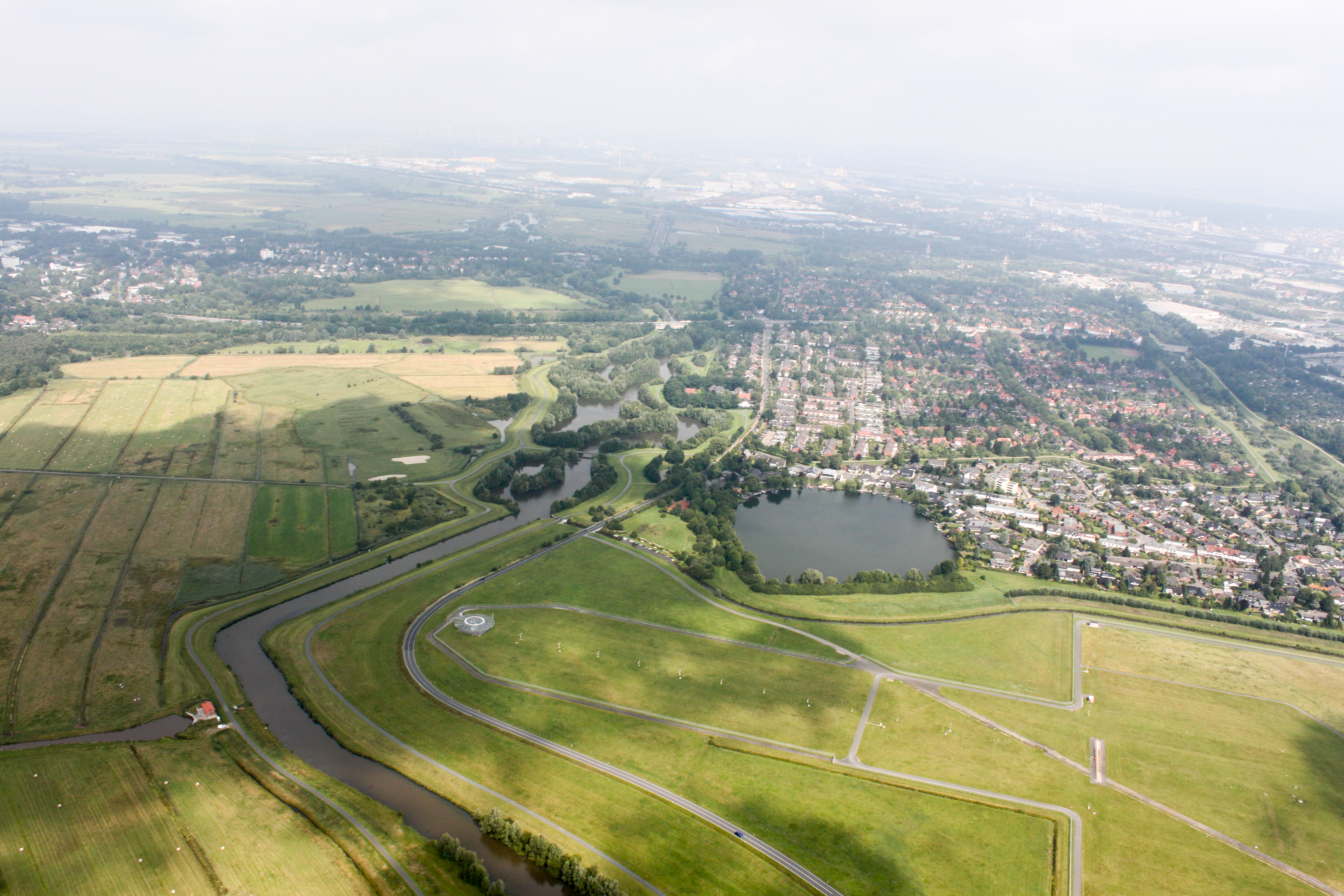
Park: Mitte: neue Ochtum, rechts: Grolland, Grollander See und Stuhr, Ortsquartier Kuhlen

1958 wandte sich das Vereinsgründungsmitglied Karl Riedemann an die Bremer Bürgerschaft mit der Forderung, dass nach den vielen Parks auf der rechten Weserseite von Bremen nunmehr auch ein größerer „Stadtwald“ zwischen Huchting und Grolland als „Bürgerpark Neustadt“ ausgewiesen werden müsse. Bausenator Alfred Balcke (SPD) formulierte 1963 in einer Schrift u. a.: „…wenn es nach den heutigen Vorstellungen der Stadtplaner ginge, würde Bremen eines Tages einen zweiten Bürgerpark haben“. Doch trotz der wiederholten Forderungen geschah zunächst so gut wie nichts. Denn andererseits war in einem Ausbauplan von 1963 in einem Teilbereich zwischen Huchting und Grolland an der B 75 ein großer Friedhof vorgesehen. Im Flächennutzungsplan Bremens von 1965 war zudem hier schon die Trasse einer Autobahn enthalten und im „Stadtentwicklungskonzept Bremen“ von 1971 die Autobahn und noch dazu eine Eisenbahntrasse.
1976 wurde dann der Verein Bürgerpark links der Weser gegründet. Auch die Gemeinde Stuhr war an einer positiven Entwicklung für einen Park stark interessiert. Zunächst wurde mit dem Bürgerparkverein Bremen über den Namen und die Beteiligung an der Bürgerparktombola gestritten. Auch träumte man von einer Bundesgartenschau in diesem Gebiet. 1978 entschied das Oberlandesgericht Bremen, dass der Name Bürgerpark nur von dem Bürgerparkverein geführt werden dürfte. Der Verein nannte sich nun „Verein Park links der Weser“. In der Zeit des Vereinsvorsitzenden Dr. Gerold Fuchs wurde eine konstruktive Zusammenarbeit mit dem Bürgerparkverein bewirkt und so auch die Beteiligung an der Bürgerparktombola ab den 1980er Jahren erreicht.
In Bremen bestanden zu dieser Zeit Pläne, die vorhandene Startbahn des Flughafens Bremen in ihrer vollen Länge von 2 km Länge wieder nutzbar zu machen. Dazu musste auch die direkt vor der Startbahn liegende Ochtum aus Sicherheitsgründen ca. 300 bis 400 Meter nach Westen verlegt werden. Die Huchtinger Politiker fordern für diesen Fall,
- dass die Planung einer Autobahn (A5) zwischen Huchting und Grolland aufgegeben wird,
- dass auch die geplante Güterumgehungsbahn in diesem Gebiet entfällt
- und dass mit der Verlegung der Ochtum ein Landschaftspark zwischen Huchting und Grolland entwickelt wird.

Durch Gespräche sozialdemokratischer Kommunalpolitiker mit Bürgermeister Hans Koschnick konnte 1978 erreicht werden, dass genau diesen Forderungen entsprochen wurde; nun konnte 1979 endlich mit den Planungen auch für den Landschaftspark begonnen werden.

### Nach 1983
Die ersten Pflanzaktionen erfolgten jährlich. 1983 entstanden der Achterfeldweg und der Hermann-Allmers-Hügel. 1985 wurde der Landschaftsplan Nr. 3 für dieses Gebiet verabschiedet. Es folgte in den Jahren 1989/1990, im Zusammenhang mit der vollen Nutzbarmachung der vorhandenen Start- und Landebahn des Flughafens, die Verlegung der Ochtum mit umfangreichen Renaturierungsmaßnahmen und maßgeblicher Beteiligung des Wasserwirtschaftsamtes Bremen. Ein schlängelnder Flusslauf mit naturnah gestalteten Ufer- und Flachwasserzonen, begleitet von Wegen entstand und bildete das Rückgrat des „Ochtumparks“. Im Landschaftsplan heißt es:
„Übergeordneter für die Entwicklung des Planungsraumes ist die Erhaltung und Weiterentwicklung einer siedlungsnahen, durch Grünlandnutzung geprägten Kulturlandschaft.“
Der Park wurde langsam aber stetig weiterentwickelt:
- Zunächst mit der Ochtum im Bereich Grolland und den Parkzonen im Bereich Kirchhuchting.
- Es folgten große Bereiche nördlich der B 75.
- Zusammen mit der Gemeinde Stuhr wurden Grünanlagen zwischen Hohenhorster See und dem Hohenhorster Weg erschlossen. Hier übernahm auch der Parkverein einen ehemaligen Pferdehof als seine Residenz.
- Weitere Wege, Brücken und Grünanlagen folgten in allen Bereichen.
- Auch im nördlich der Eisenbahn angrenzenden Bereich erfolgten Maßnahmen für den Naturschutz mit einem Beobachtungshügel.
- Das seit 2003 geplante Projekt Naturerlebnis am Huchtinger Fleet am Übergang von der Geest am Hohen Horst zur Marsch wurde bis 2016 in mehreren Teilstufen realisiert. Eine kleine Brücke fehlt noch.
- Bis August 2015 entstand eine Wegeverbindung vom Achterfeldweg im Park über das Huchtinger Fleet zum Roland-Center.[2]

### Aktuelle Entwicklungen

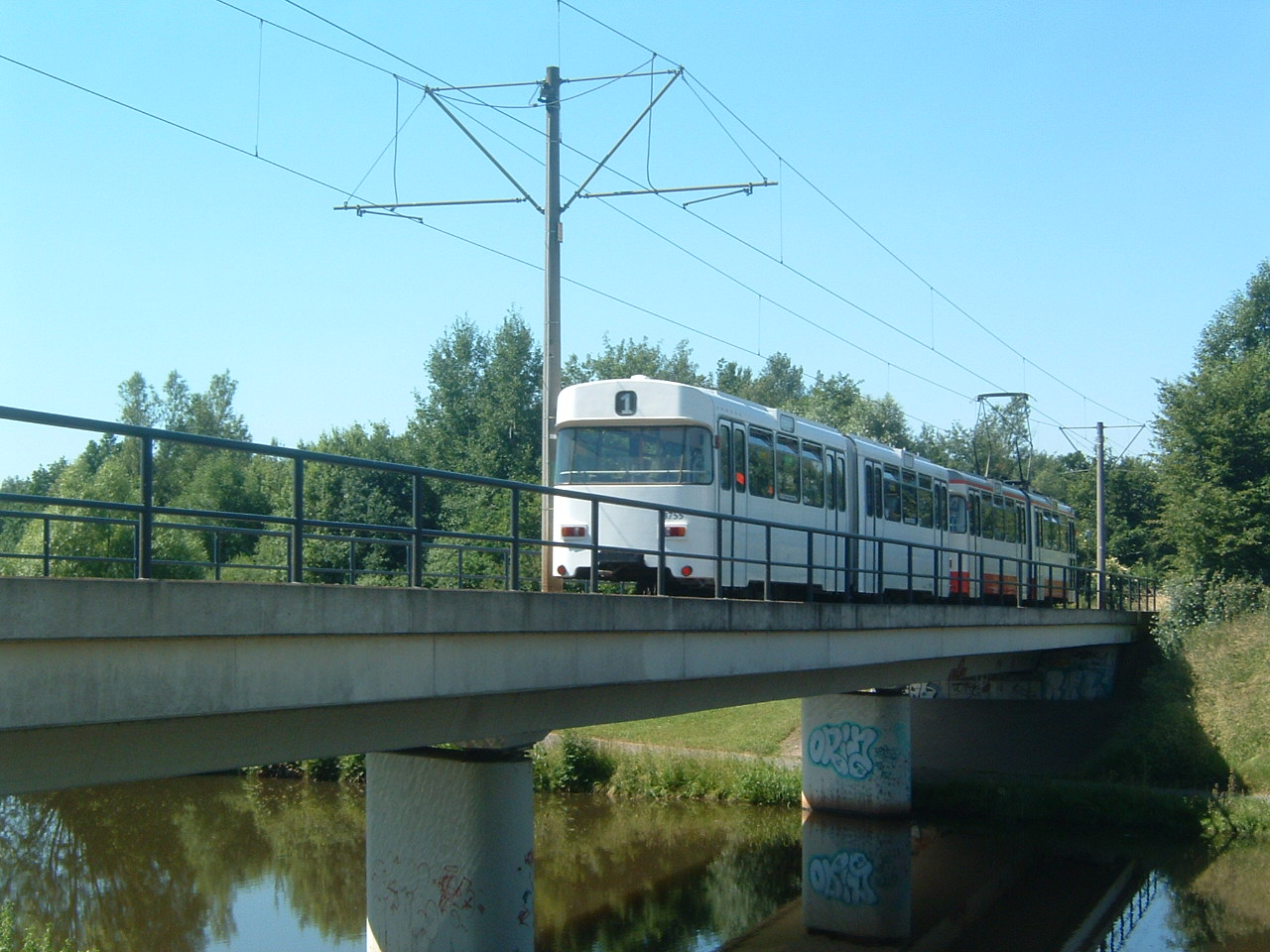
Straßenbahn über der Ochtum

Nach rund 30 Jahren ist seit 1983 ein beachtlicher Landschaftspark entstanden, der noch weiter ausgebaut wird. Da die Bundesstraße 75 den Park teilt, fehlt noch eine Verbindung der beiden Teile des Parks. Auch die Verknüpfung mit dem angrenzenden Gebiet zur Gemeinde Stuhr soll verbessert werden.
Inzwischen (2017) besteht der Park zu zwei Drittel aus landwirtschaftlich genutzten Grünland und zu einem Drittel aus wegedurchzogenen Parkflächen mit der Ochtum, den jungen Wäldern sowie den Buschzonen, Tümpeln, Hügeln, und Brachen. Ein Biotop ist die nicht erschlossene Binnensalzstelle im Gebiet Rethriehen mit Salzpflanzen (Halophyten); das Biotop steht unter besonderem Schutz.

Die Skulptur Bremer Stadtmusikanten wurde 2018/19 von der Kettensägekünstlerin Ragna Reusch aus dem Baumstamm einer Buche am Gehölzlehrpfad (Hohenhorster Weg um Nr. 132, Rückseite) erstellt. Die Künstlerin hatte an einer anderen Stelle des Gehölzlehrpfads bereits eine Drachenfigur aus einem umgestürzten Baum gefertigt.

Im Herbst 2020 bis 2021 wurden neue Teiche und Pflanzflächen als Biotop östlich vom Hohenhorster Weg und dem Huchtinger Fleet angelegt, Stege und Wege werden 2021 folgen.
Der Verein hat knapp 1900 Mitglieder (März 2025). Vorsitzender des Vereins ist seit 2009 Heinrich Welke.